# Bohumil Starnovský
Bohumil Starnovský (ur. 3 października 1953 w Pradze) – czechosłowacki pięcioboista nowoczesny. Medalista olimpijski.
Brał udział w dwóch igrzyskach olimpijskich (1976, 1980). W 1976 indywidualnie zajął 17. miejsce. Wspólnie z kolegami zdobył srebrny medal w drużynie – partnerowali mu Jan Bártů i Jiří Adam. W 1980 był 26. indywidualnie i 6. w drużynie.